# Ksabi
Ksabi (în arabă قصابى) este o comună din provincia Béchar, Algeria.
Populația comunei este de 3.274 de locuitori (2009).